# Протадій (мажордом)
Протадій (д/н — 605) — мажордом франкського королівства Бургундія в 605 році.

## Життєпис
Походив з галло-римської родини. Фредегар описував його як «розумного і здатного чоловіка, але іноді надмірно жорстокого». Наприкінці 590-х років став одним з найбільш впливових осіб при дворі Теодоріха II, короля Бургундії. За свідченням Фредегара, цьому сприяв інтимний зв'язок Протадія з бабкою бургундського короля — Брунгільдой.
Протадій переслідував Дезидерія, архієпископа В'єна, який критикував дії Брунгільди і Теодоріха II. Заручившись підтримкою Арідая, архієпископа Ліона, Протадій в 603 році організував проведення церковного собору в Шалон-сюр-Соні. Тут Дезидерій було звинувачено в домаганнях до однієї зі своїх парафіянок, внаслідок чого позбавлено сану й заслано.
За клопотанням Брунгільди в 604 році Теодоріх II призначив Протадія титулом патрикія Бургундії, а після смерті герцога Вандальмара передав під його управління землі на схід від Юри. В цей же час Брунгільда, бажаючи ще більше підняти свого коханця, вирішила передати йому посаду мажордома, яку тоді обіймав Бертоальд. Через її інтриги той був посланий з загоном воїнів збирати податки з недавно завойованих у Нейстрії земель уздовж річки Сена. Там Бертоальд зазнав нападу нейстрійского війська, вимушений був зачинитися в Орлеані. Але війська Теодоріха II прибули на допомогу й завдали супротивнику поразки, але Бертоальд загинув в одній із сутичок.
На початку 605 року на прохання Брунгільди король призначив Протадія мажордомом королівства. Фредегар зазначав, що на новій посаді Протадій уславився брутальністю, користолюбством і надмірною вимогливістю до виплат податків, внаслідок чого збільшив кількість своїх ворогів й недоброзичливців
Цього ж року Теодоріх II розпочав військові дії проти свого брата короля Теодеберта II, короля Австразії. Командування військом було покладено на Протадія, палкого прихильника цієї війни. Втім під час збору в К'єрзі спалахнув заколот у війську. Під час відсутності короля знаті бургундці і алемани на чолі з герцогом Унциліном почали вимагати від Протадія укласти мир з австразійцями. Коли ж він відмовився це зробити, бунтівники убили його. Новим мажордомом став Клавдій.